# Wojna domowa w Peru
Wojna domowa w Peru – konflikt wewnętrzny toczony pomiędzy rządem Peru a lewicowymi radykałami z ugrupowań Świetlisty Szlak (aktywny militarnie od 1980 roku) i Ruch Rewolucyjny im. Tupaca Amaru (od 1986 roku). Obecnie ugrupowania rebeliantów mają marginalne znaczenie.
Świetlisty Szlak i Ruch Rewolucyjny im. Tupaca Amaru zwalczały się wzajemnie w militarny sposób.

## Działalność Świetlistego Szlaku
Świetlisty Szlak (hiszp. Sendero Luminoso) jest zmilitaryzowaną partią maoistowską. Członkowie ruchu określani są mianem „senderystów”. W 1980 roku lider grupy Abimael Guzmán zdecydował o rozpoczęciu antyrządowego powstania. Sygnałem do rozpoczęcia rebelii był atak na lokal wyborczy w Chuschi w dniu wyborów 17 maja 1980 roku. Sendero Luminoso początkowo grupował od 200 do 300 partyzantów, którzy wsławili się egzekucjami na właścicielach ziemskich. Do końca 1981 roku liczba ataków zorganizowanych przez maoistów przekroczyła tysiąc. Cała broń, amunicja i materiały wybuchowe były przejmowane z rąk służb bezpieczeństwa. Świetlisty Szlak często atakował także obozy górnicze i grabił place budowlane, skąd partyzanci kradli dynamit – ulubioną bronią powstańców była maraka, czyli laska dynamitu wystrzeliwana z procy. Kampanii militarnej towarzyszyły akty terroryzmu. Bojownicy za pomocą bomb niszczyli budynki publiczne, koszary wojsk, komisariaty policji, linie kolejowe, mosty, sieci energetyczne, biura partii politycznych i związków zawodowych, banki, hotele, sklepy, ambasady i kościoły, centralne telefoniczne, stacje telewizyjne oraz obiekty należące do kapitału zagranicznego (głównie amerykańskiego).
W 1982 roku rewolucjoniści kontrolowali już niemal całe trzy południowe departamenty. Ciesząc się dużym poparciem w Ayacucho, oddziały buntowników w marcu 1982 roku przeprowadziły atak na miasto. Rebeliantom udało się zająć miejscowe więzienie, skąd wypuszczonych zostało 297 skazańców (zarówno więźniów politycznych i kryminalnych).
Rebelianci, prezentując się jako reprezentacja rdzennej ludności zdołali zdobyć poparcie niektórych plemion. Świetlisty Szlak skorzystał z fali nienawiści, którą rdzenna ludność kierowała wobec rządu. Z upływem lat indiańskie poparcie dla rebelii wygasło, spowodowane było to coraz większym nakręceniem spirali maoistowskiej przemocy i przymusowym poborem do partyzantki. 
Na zajętych regionach powstancy tworzyli „komitety ludowe”. Stały one niejako na czele lokalnych społeczności. Każdym z komitetów kierowało pięciu „komisarzy politycznych“. Komisarze polityczni korzystali z pracy komisarzy odpowiedzialnych za kierowanie organizacją i produkcją. Kilka komitetów ludowych wchodziło w skład bazy, podległej kolumnie głównej, składającej się z 7 do 11 członków. Na terenach kontrolowanych przez komitety ludowe mieszkańców obowiązywał surowo przestrzegany ład moralny. Rewolucjoniści zakazali organizowania imprez, karali chłostą zdradzających małżonków i alkoholików, golili głowy prostytutkom, zabijali homoseksualistów i organizowali przymusowe prace. Tereny wiejskie siłowo izolowane były przy tym od miast. Z drugiej strony komitety zaangażowały się w walkę z analfabetyzmem, oferowały pomoc medyczną oraz pomagały w pracach rolniczych. Ponadto partyzanci pomagali rolnikom niszcząc bandy złodziei bydła.
W 1983 roku powstańcy nawiązali współpracę z handlarzami narkotyków z regionu Huánuco. Co więcej, w zamian za ochronę, partyzanci wymuszali haracz od handlarzy narkotyków z kontrolowanej przez senderystów Doliny Górnej Huallag.
W latach 1983–1984 powstanie przybrało ofensywny charakter. W kwietniu 1983 roku 50-osobowy oddział Ludowej Armii Partyzanckiej wkroczył do Luconamanca. Partyzanci zamordowali tam 67 osób uznanych przez nich za zdrajców. W listopadzie 1983 roku rebelianci zabili burmistrza miejscowości Cerro de Pesco. Burmistrzowie i inni lokalni politycy ze strachu przed maoistami masowo składali dymisje, a duchowni uciekali z terenów zagrożone przez rebeliantów. Jak podaje „Czarna księga komunizmu” w samym 1984 roku senderyści przeprowadzili ponad 2600 akcji – zginęło w nich 400 funkcjonariuszy państwowych.
Także armia rządowa odpowiedzialna była za akty przemocy i zbrodnie. Kiedy w czerwcu 1986 roku senderyści wywołali bunty w trzech zakładach karnych w stolicy, wojsko zabiło ponad 200 więźniów. 
W 1984 roku w dziesięciu prowincjach (na 146 ogółem) wprowadzony został stan wyjątkowy. Ofiarami wojska Peru padali często przypadkowi mieszkańcy wsi. Według profesor Leonor Sagermann Bustinza, dla służb bezpieczeństwa prawie każdy chłop był terrorystą. Represyjna działalność rządu jedynie 
popchnęła niezdecydowanych chłopów w stronę rebeliantów. 
W 1985 roku Sendero Luminoso utworzył nowy front partyzancki w regionie Puno. Działalność buntowników rozszerzyła się na regiony La Libertad, Huanuco i La Mar oraz Górną Amazonię. W miejscowościach Arequipa i Cuzco rebelianci zniszczyli elektrownie. W tym samym roku Świetlisty Szlak przyjął politykę mającą zastraszyć rządzący Amerykański Rewolucyjny Sojusz Ludowy. W przeciągu roku zamordowanych i brutalnie okaleczonych zostało siedmiu aprystów (podobnych tortur uświadczyć mogli tylko donosiciele).
Porażkę rebeliantów przyśpieszył wybór Alberto Fujimori na prezydenta. Fujimori rozpętał terror rządowy; senderyści i podejrzewani o ich wspieranie byli zatrzymywani, torturowani i zabijani. Kampania przeciwko partyzantom była coraz skuteczniejsza dzięki szkoleniom CIA i amerykańskim dostawom sprzętu wojskowego.
Na początku lat 90. rząd zmienił taktykę walki z powstańcami, wieśniacy przestali być uważani przez armię za wrogów. Na pomoc rządowi przyszły w tym momencie tzw. Rondas Campesinas, czyli chłopskie oddziały samoobrony. Opozycja narastała także wewnątrz Świetlistego Szlaku. W partii doszło do próby rozłamu, buntownicy zostali jednak szybko spacyfikowani i straceni.

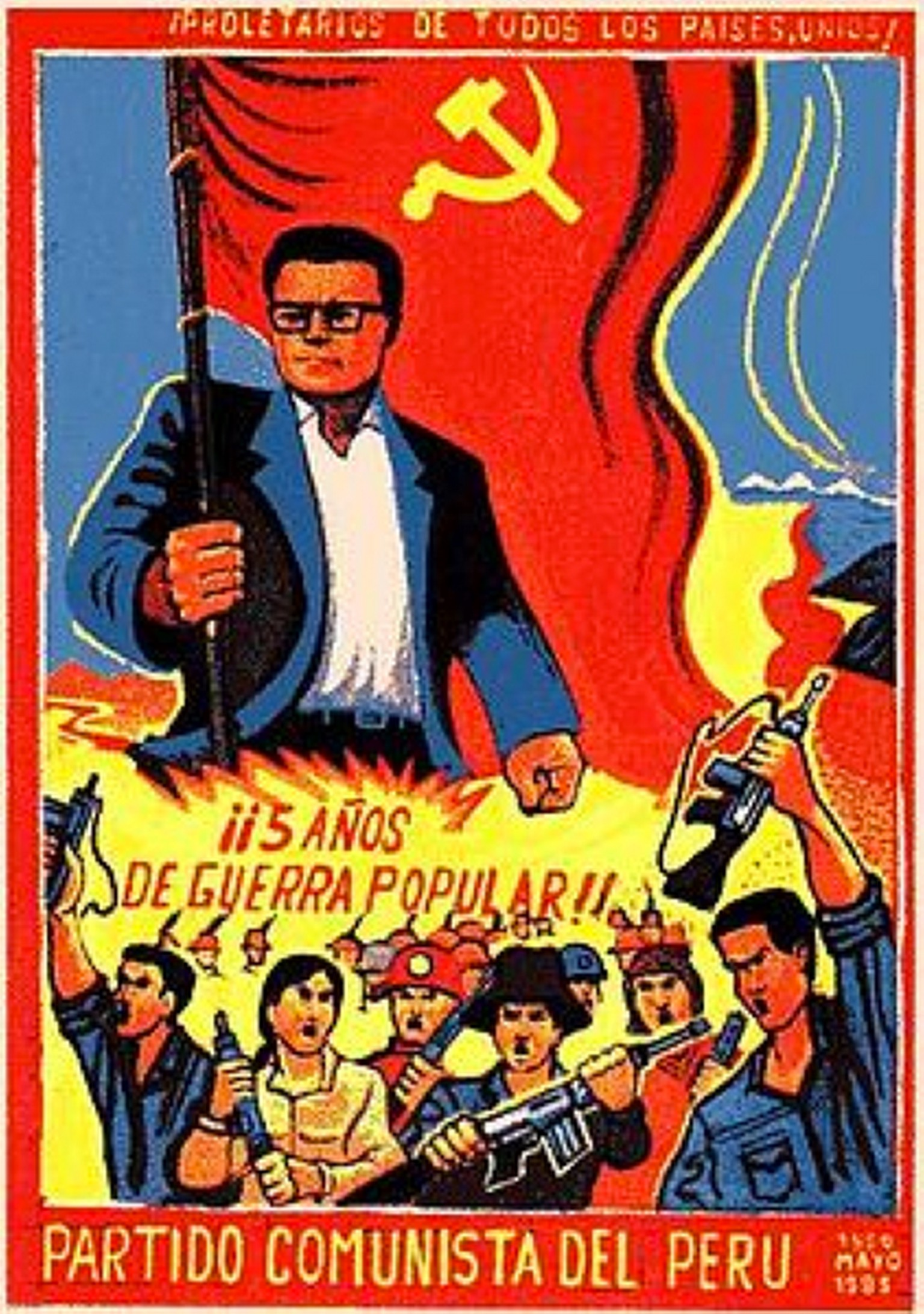
Plakat propagandowy Świetlistego Szlaku pochodzący z 1985 roku

Będący w odwrocie maoiści zabijali wieśniaków sprzeciwiających się rebelii i domniemanych kolaborantów rządu. Świetlisty Szlak utworzył ponadto w Amazonii obozy pracy przeznaczone dla zdrajców „sił ludowych”.
Jeszcze w 1991 roku partyzanci stanowili dominującą siłę polityczną na około 40% powierzchni kraju, a 55% ludności znajdowało się na terenach objętych stanem wyjątkowym.
16 lipca 1992 roku rebelianci przeprowadzili atak z użyciem samochodu pułapki w ekskluzywnej dzielnicy Limy Miraflores. W eksplozji zginęło 25 osób, a rannych zostało kilkadziesiąt. Zamach był najbardziej krwawym atakiem Świetlistego Szlaku.
12 i 13 września 1992 roku Guzmán i jego zastępczyni Elena Iparraguire zostali schwytani przez policję. 2 marca 1993 roku w ręce policji wpadła Margot „Edith“ Dominguez, koordynująca akcje wojskowe partii. Guzmán wezwał do złożenia broni, a rząd ogłosił amnestię dla senderystów. Większość powstańców złożyła broń i oddała się w ręce służb, lecz niektórzy postanowili kontynuować walkę.
Po uwięzieniu Abimaela Guzmána władzę nad powstańcami objął Oscar Ramirez Duran, który został schwytany w 1999 roku. Kolejnym przywódcą senderystów został ukrywający się pod pseudonimem „towarzysz Artemio“ (właściwie Florindo Flores). Pod jego dowództwem ruch nie odbudował dawnej potęgi, przetrzebieni przez rząd senderyści zdołali jednak przeprowadzać kolejne ataki partyzanckie i terrorystyczne. W lutym 2012 roku Florindo Flores został ujęty przez armię w następstwie potyczki. Floresa zastąpił Victor Quispe znany jako „towarzysz Jose“. Odtąd partia pozostaje w rozbiciu i dzieli się na zwalczające się wzajemnie frakcje. Świetlisty Szlak zdaje się coraz bardziej przypominać organizację handlarzy narkotyków. 
W 2016 roku liczbę partyzantów Świetlistego Szlaku szacowano na 300 osób (w latach świetności liczył ich 20 tysięcy).

## Działalność Ruchu Rewolucyjnego im. Tupaca Amaru
Ruch Rewolucyjny im. Tupaca Amaru (hiszp. Movimiento Revolucionario Tupac Amaru) jest zbrojnym ugrupowaniem o charakterze marksistowsko-leninowskim. Organizacja narodziła się w Peru w 1983 lub 1984 roku. Do pierwszych akcji militarnych Tupamaros doszło w 1986 roku. W lutym 1987 roku bojownicy zajęli siedem stacji radiowych w Limie. Tam odczytali manifest programowy ruchu. W latach 80. i 90. ugrupowanie prowadziło z rządem walki partyzanckie, porywało polityków i przeprowadzało zamachy bombowe. 
W 1989 roku siły rządowe schwytały przywódcę ugrupowania Víctora „Comandante Rolando“ Polaya. Działacz zbiegł z więzienia i został ponownie ujęty w 1992 roku. Kolejnym dowódcą grupy został Nestor Cerpa Cartolini ukrywający się pod pseudonimem „Comandante Evaristo”), przewodził on ruchowi do 1997 roku. Cartolini był dowódcą bojówki, która w grudniu 1996 roku zaatakowała i zajęła ambasadę Japonii w Limie. Komandosi peruwiańscy w nocy z 23 na 24 kwietnia 1997 roku odbili ambasadę, w akcji zginęli wszyscy bojownicy. Od tego czasu ruch nie podjął się większych akcji militarnych.
W XXI wieku Ruch Rewolucyjny im. Tupaca Amaru ma marginalne znaczenie, zdegenerowany do organizacji przestępczej powiązanej z handlem narkotykami.

## Liczba ofiar konfliktu
W wojnie zginęło ogółem około 70 tysięcy osób.